# Ландерс, Одри
Одри Ландерс (англ. Audrey Landers; род. 18 июля 1956, Филадельфия, Пенсильвания) — американская актриса и певица, наиболее известная по своей роли Эфтон Купер в телесериале «Даллас».

## Ранние годы
Одри Гамбург родилась в Филадельфии, штат Пенсильвания в 1956, 1958, 1960 или в 1959 годах, точную дату актриса всегда скрывала. Она начала свою карьеру в возрасте девяти лет, а в двенадцать подписала контракт с Epic Records на выпуск первого альбома и начала активно появляться на телевидении.

## Карьера
Первые роли у Ландерс были в дневных мыльных операх «Тайная буря» и «В поисках завтрашнего дня» в 1972—1973 годах, после чего она два года снималась в основной роли в мыльной опере «Сомерсет». В 1977 году она покинула дневной эфир и начала появляться в таких прайм-тайм сериалах как «Женщина-полицейский», «Счастливые дни», «Звёздный крейсер «Галактика»» и «Ангелы Чарли». Ландерс переехала в Лос-Анджелес и в день, когда ей исполнилось двадцать один, получила роль Эфтон Купер в телесериале «Даллас», где и снималась с 1981 по 1984, а также кратко вернулась в 1989 году. Эту роль она затем повторила в фильме-сиквекле «Даллас: Джей Ар возвращается» в 1996 году и в одноимённом сериале-продолжении в 2013-14 годах.

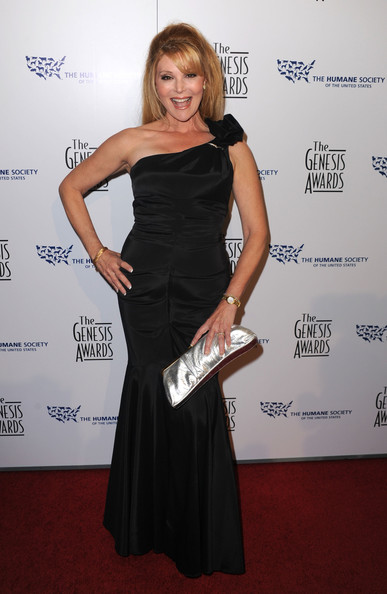
Одри Ландерс в 2010 году

На большом экране Ландерс, в основном, известна по роли в фильме 1985 года «Кордебалет» с Майклом Дугласом. В дополнение к этому она снялась в нескольких телефильмах, а в 1990-91 годах вернулась к своим корням в мыльных операх, снимаясь в «Одна жизнь, чтобы жить». С 1995 по 2000 год, Ландерс выступала продюсером и автором детской программы The Huggabug Club.
Ландерс появилась в телесериале «Чёрная метка» в 2007—2008 годах и снялась в нескольких комедиях, где исполнила роль пародии на саму себя. Также она известна как певица, выпустившая одиннадцать альбомов и несколько десятков синглов, в первую очередь успешных в Европе, а не в США.

## Личная жизнь
Ландерс вышла замуж за бизнесмена Дональда Берковица в мае 1988 года. У них двое детей, близнецы Адам и Дэниэл, родившиеся в 1993 году.

## Частичная фильмография
- Иди домой (1971)
- Тайная буря (дневная мыльная опера, 1972—1973)
- В поисках завтрашнего дня (дневная мыльная опера, 1973)
- Сомерсет (дневная мыльная опера, 1974—1976)
- Пролетая над гнездом кукушки (1975)
- Тысяча девятьсот сорок первый (1979)
- Подземные тузы (1981)
- Кордебалет (1985)
- Смертельные близнецы (1985)
- Сведение счетов (1986)
- Иоганн Штраус – Некоронованный король (1987)
- Даллас (84 эпизода, 1981-84, 1989) — Эфтон Купер
- Шоу фриков (1989)
- Призрак Голливуда (1989)
- Лаки / Шансы (1990)
- Калифорнийский Казанова (1991)
- Даллас: Джей Ар возвращается (1996) — Эфтон Купер
- Последний шанс на любовь (1997)
- The Huggabug Club (48 эпизодов, 1995—2000)
- Цирковой остров (2006)
- Мальчишник 2: Последнее искушение (2008)
- Вооружен и смертелен (2011)
- Частный сыщик Джеки Голдберг (2011)
- Даллас (2013, 2014) — Эфтон Купер

## Дискография
- 1983 Little River
- 1984 Holiday Dreams
- 1985 Paradise Generation
- 1986 Country Dreams
- 1988 Secrets
- 1990 My Dreams For You
- 1991 Rendez-Vous
- 1991 Das Audrey Landers Weihnachtsalbum
- 2005 Spuren eines Sommers
- 2006 Dolce Vita
- 2010: Spuren Deiner Zärtlichkeit